# Nordfriedhof (Minden)

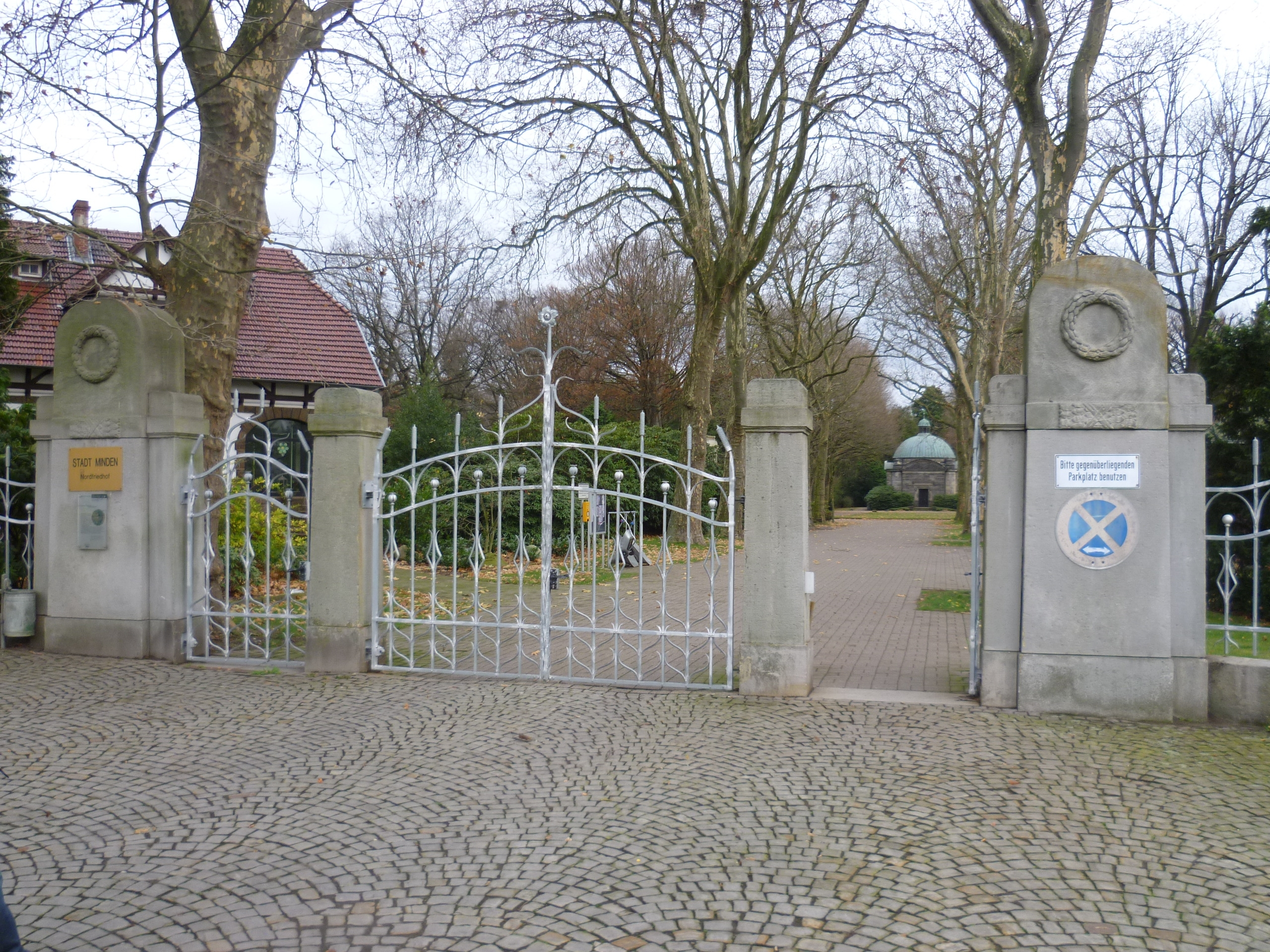
Der Eingang des Nordfriedhofs

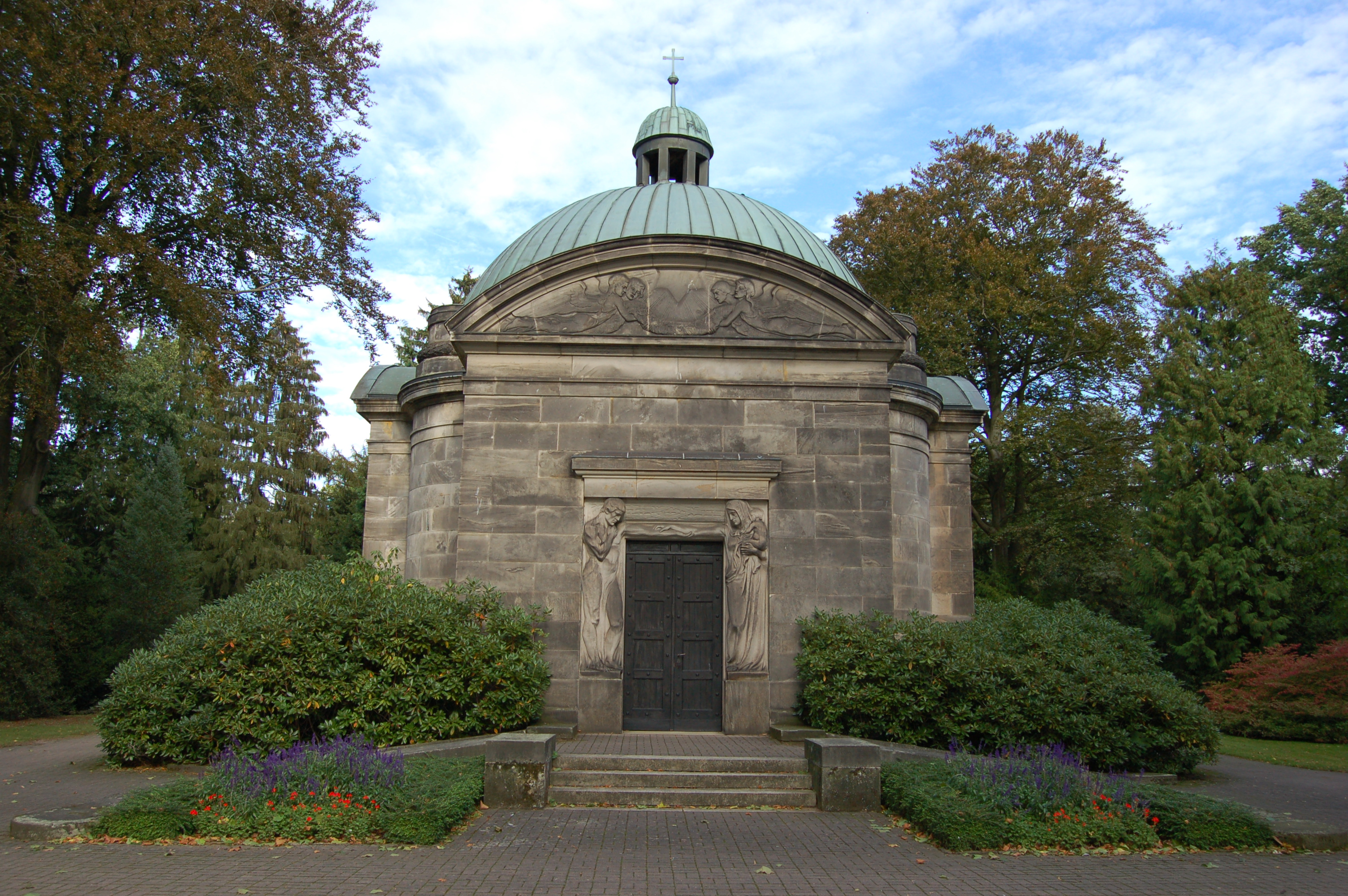
Die Friedhofskapelle auf dem Nordfriedhof

Der Nordfriedhof Minden ist eine 18 ha große denkmalgeschützte Friedhofsanlage der ostwestfälischen Stadt Minden. Er liegt im Nordwesten der Stadt auf dem Hochufer am linken Weserufer und wird seit 1904 in Nachfolge zum Alten Friedhof Minden betrieben.

## Geschichte
Der Friedhof wurde ab 1899 durch Beschluss des Rats der Stadt Minden geplant. Stadtgarteninspektor Isermann konzipierte die Anlage und setzte den Plan um. Die Kapelle wurde vom Mindener Stadtbaumeister August Kersten entworfen. Nach fast hundertjähriger Belegungszeit wurde der Friedhof, in Minden als „Alter Friedhof“ oder „Botanischer Garten“ bekannt, ab 1904 vom „Neuen Friedhof“ – heute „Nordfriedhof“ genannt – abgelöst.
Für die Toten des Zweiten Weltkriegs wurde auf dem Nordfriedhof zwischen 1945 und 1946 eine Kriegsgräberstätte angelegt. Hier liegen auch in einem Gräberfeld die ausländischen Opfer von Krieg und Gewalt. Die Gedenktafel gibt 128 Angehörige verschiedener Nationen an. Insgesamt sind hier 566 Opfer beider Weltkriege – 264 zivile Bürger und 302 Soldaten – bestattet. Zu finden ist hier ebenfalls das große Kreuz, das zunächst für das Schlageter-Denkmal auf dem Jakobsberg gedacht war, dort aber nach kurzer Zeit wieder abgebaut wurde. Im September 2007 wurde auf dem Nordfriedhof das Grabfeld der Erinnerung eingeweiht, auf dem mittellose und alleinstehende Menschen aus Minden und der Region des Kirchenkreises Minden bestattet werden können.
2011 nahm der Nordfriedhof zum ersten Mal am Tag des Offenen Denkmals teil. Die auf dem Friedhof gelegene Kapelle ist auch häufig der Punkt der zentralen Feierstunde zum Volkstrauertag der Stadt Minden. 2001 war sie auch Ort der Feierstunde des Landes Nordrhein-Westfalen.

## Architektur

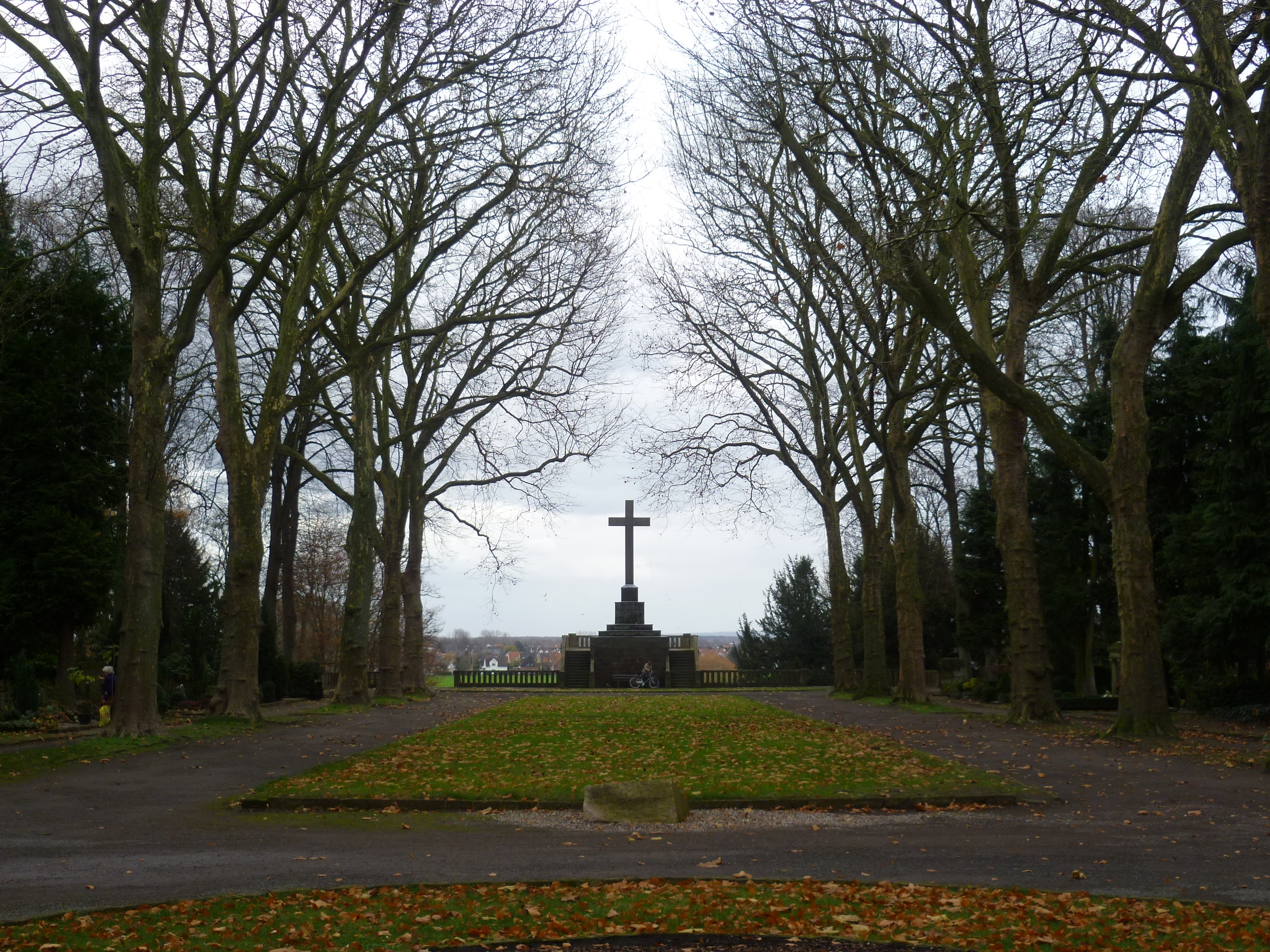
Die Kreuzanlage am Weserufer

Der Friedhof ist parkähnlich gestaltet: Er besitzt breite Wege, die mit großzügigen Rasenflächen gesäumt sind, und ist mit Rhododendren bepflanzt.
Auf dem Friedhof befindet sich die 1905 erbaute, unter Denkmalschutz stehende Friedhofskapelle. Sie liegt am Ende der Allee, die am Haupteingang an der Marienstraße beginnt.  Am Weserufer findet sich die historische Wegetrasse „In Kuhlmanns Freuden“ zwischen den Straßen „Im Hohlweg“ und „Wallfahrtsteich“. Dort richteten Mindener Familien ab 1810 private Begräbnisstätten ein, auf denen noch bis etwa 1872 Beisetzungen vorgenommen wurden.
Am Hang zum Weserufer findet sich die Treppenanlage mit dem Hochkreuz.
Das Pförtnerhaus am Eingang Marienstraße wurde von der Stadt Minden in Privathand verkauft.

## Prominente Grabanlagen
- Melitta Bentz (1873–1950), entwickelte den Kaffeefilter
- Hermann Dröse (1880–1957), Leiter des Arbeitsamtes und langjähriger stellvertretender Bürgermeister
- Carl Hoffmann (1885–1947), Kameramann

## Galerie

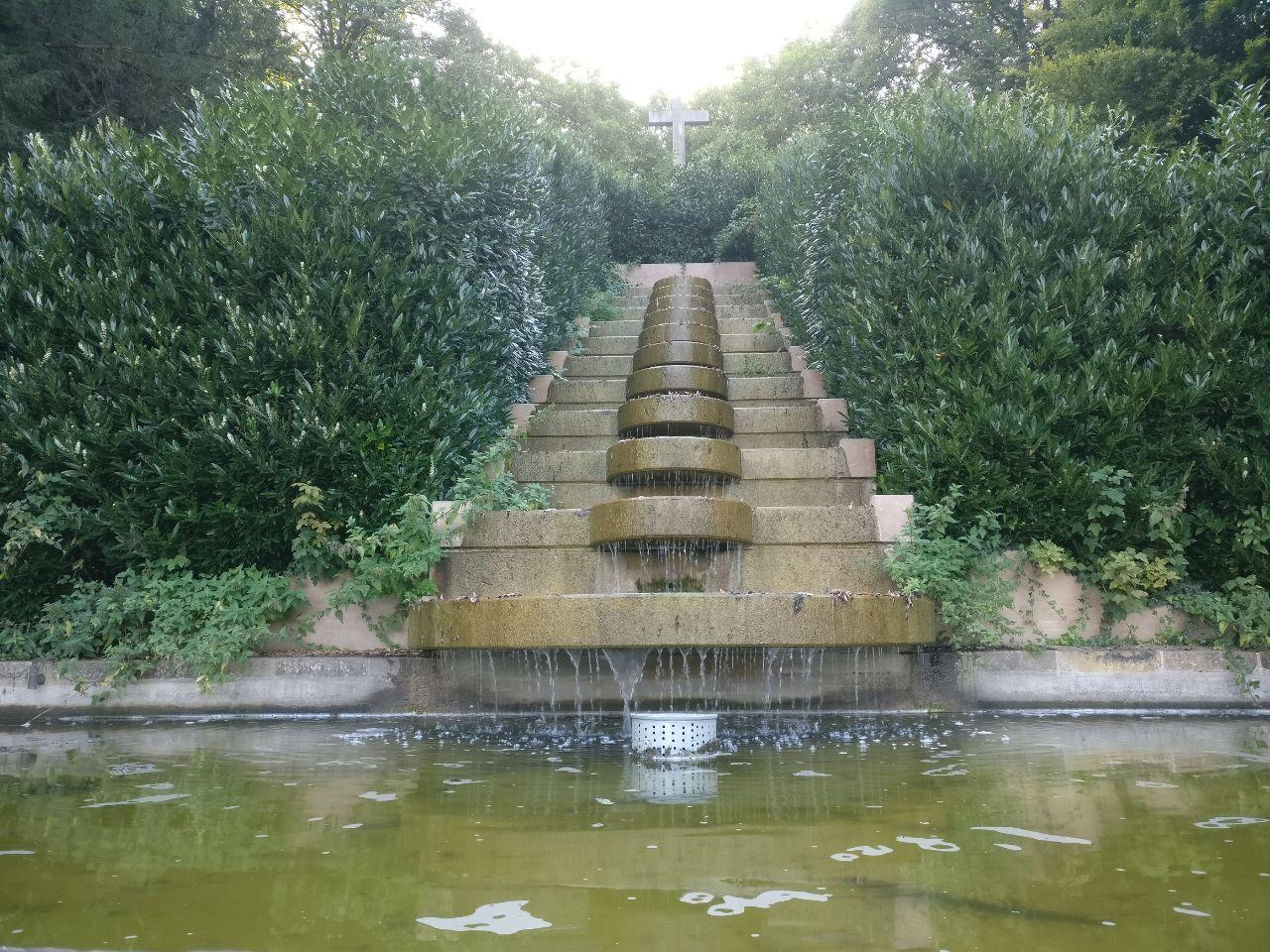
Blick auf den unteren Teil des Brunnens von der Weserseite aus
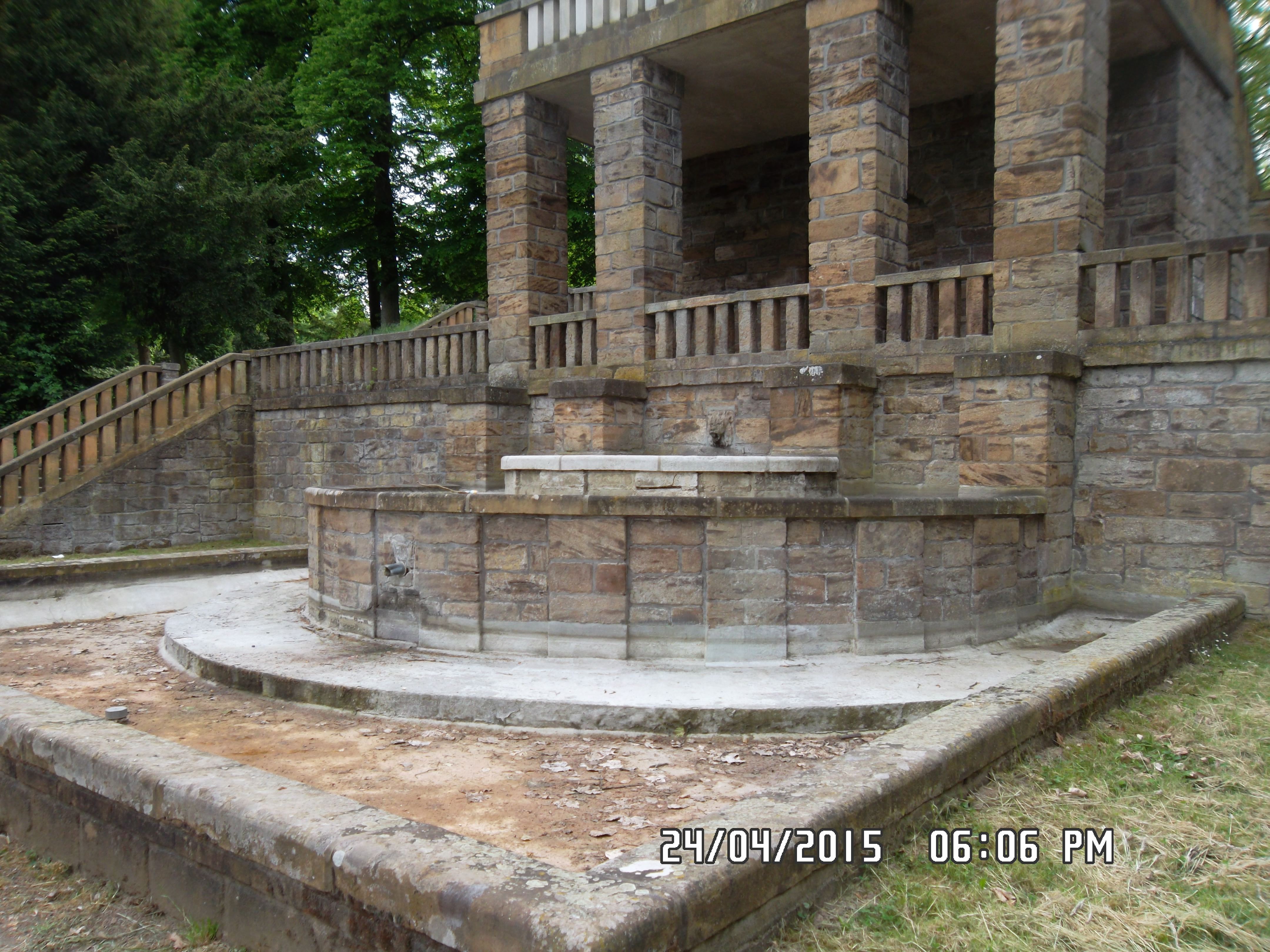
Blick auf den oberen Teil des Brunnens
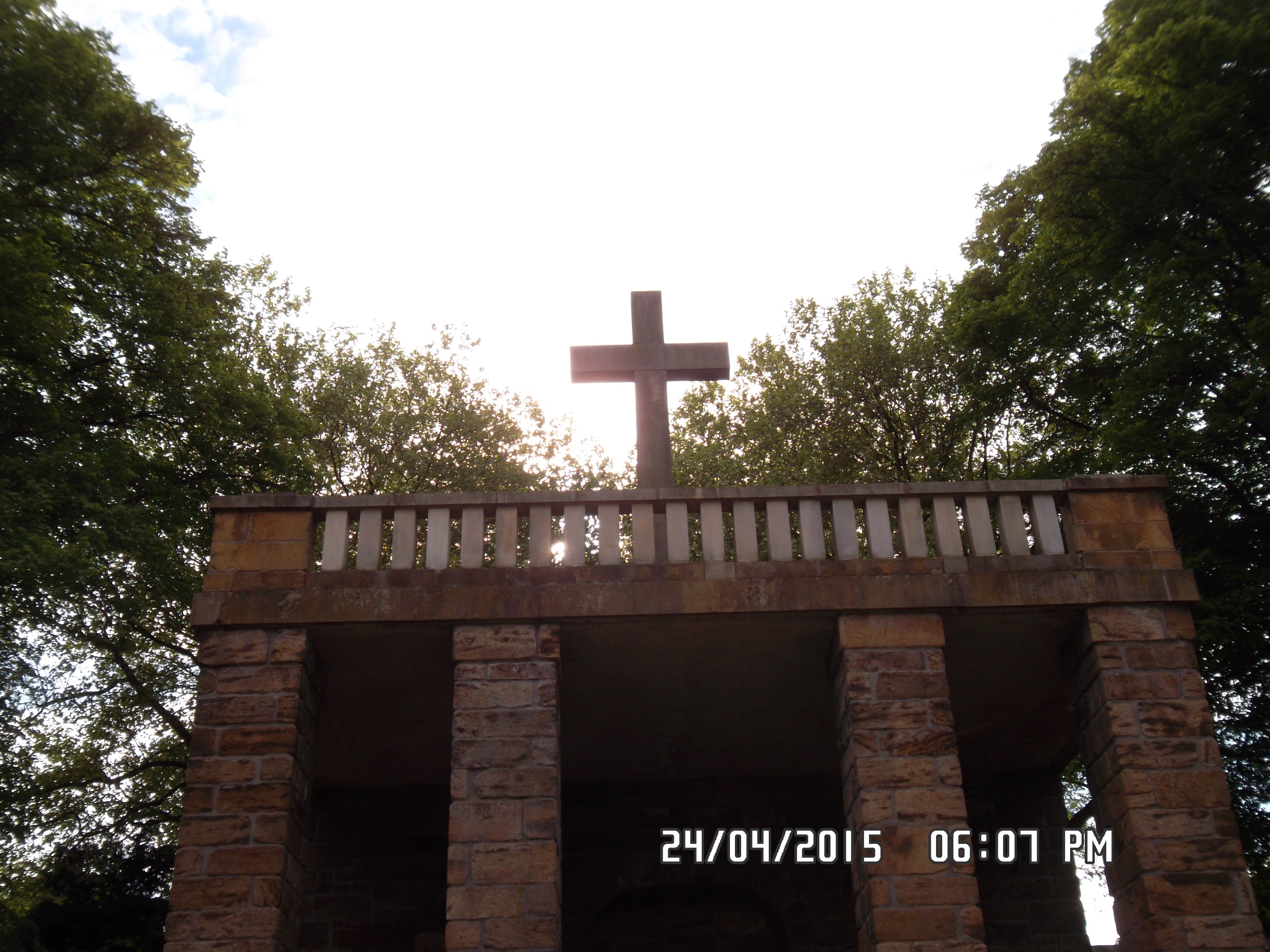
Blick auf die Kreuzanlage von der Weserseite aus
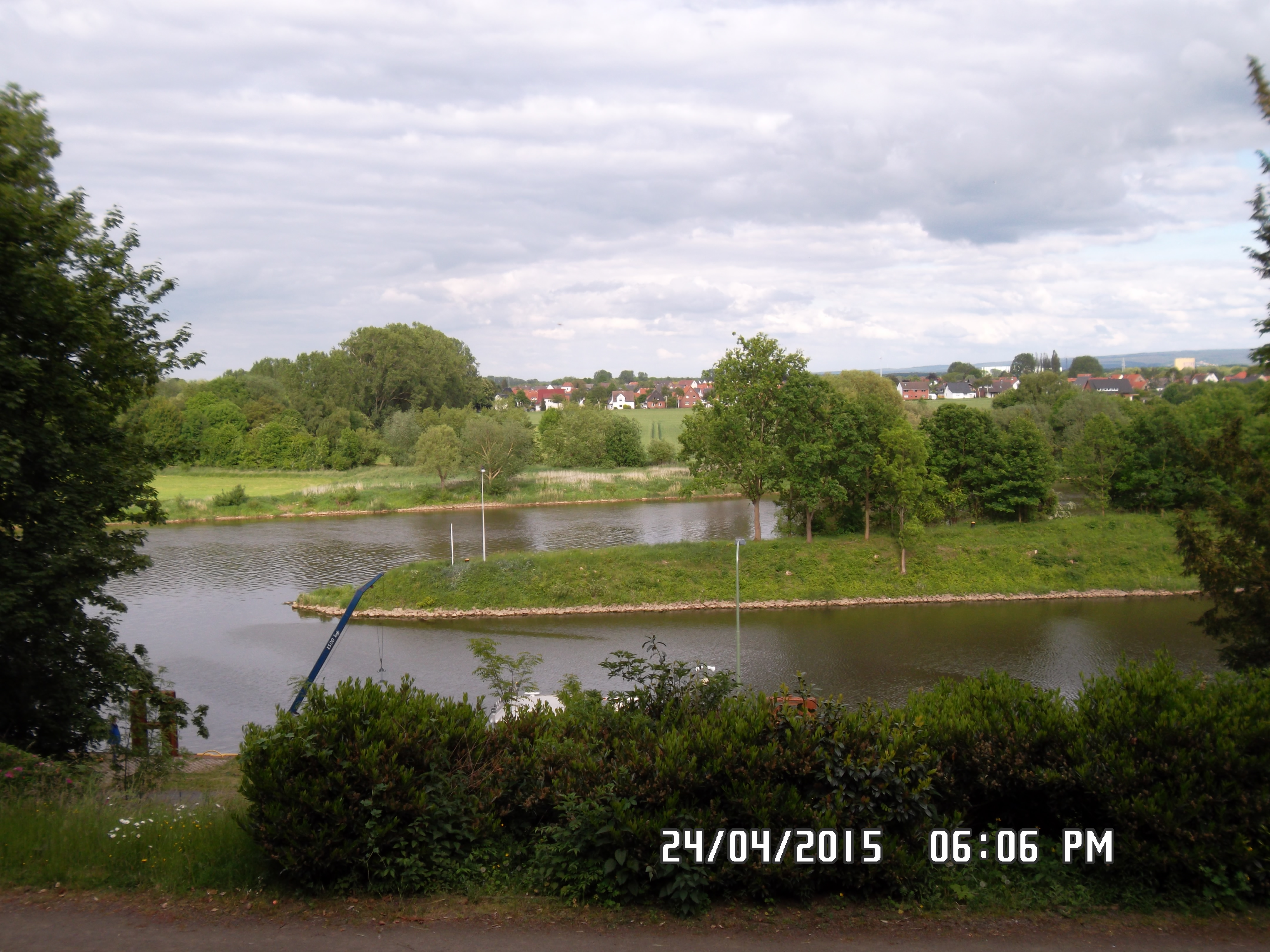
Blick auf die Weser vom Friedhof aus
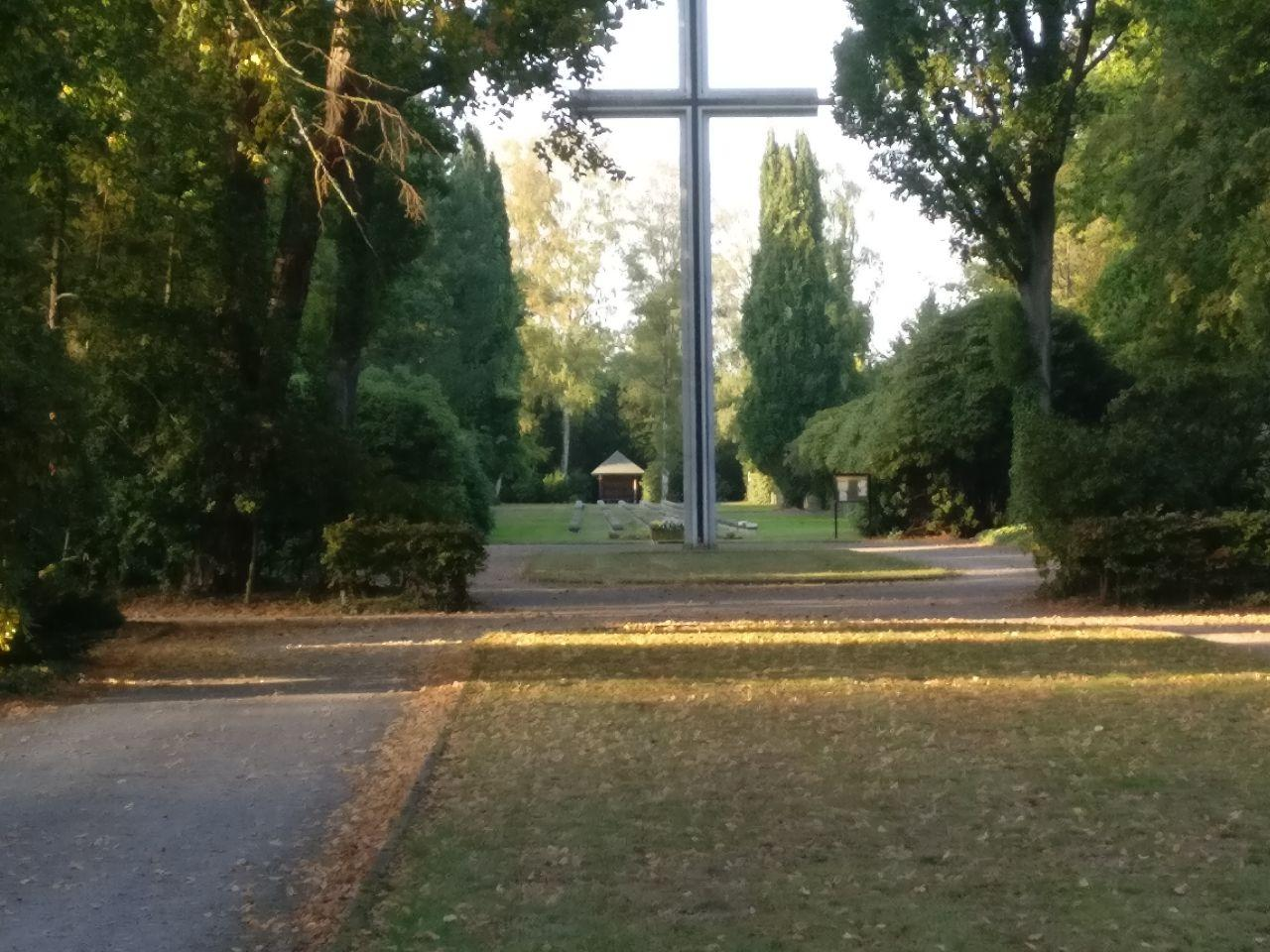
Blick auf den Erinnerungsbereich für Soldaten mit Bank im Hintergrund